# هيئة رعاية الأشخاص ذوي الإعاقة
هيئة رعاية الأشخاص ذوي الإعاقة هي هيئة حكومية سعودية تهدف إلى رعاية الأشخاص ذوي الإعاقة وضمان حصولهم على حقوقهم المتصلة بالإعاقة وتعزيز الخدمات التي تقدمها الأجهزة لهم، وكذلك رفع مستوى الوقاية.

## التاريخ
تأسست الهيئة وفقاً لقرار مجلس الوزراء رقم (266) الصادر بتاريخ 27/5/1439 هجري والذي وافق على تنظيم هيئة رعاية الأشخاص ذوي الإعاقة، جاء القرار تتويجاً للعديد من الجهود السابقة في مجال شؤون الأشخاص ذوي الإعاقة كنظام رعاية «المعوقين» الصادر بموجب المرسوم الملكي رقم (م/37) بتاريخ 23/9/1421 هجري، وقد تم تأسيس هيئة رعاية الأشخاص ذوي الإعاقة  كأحد مبادرات برنامج التحول الوطني لتكون المظلة الشاملة بكل ما يعنى بشؤون الأشخاص ذوي الإعاقة وتحرص على متابعة تنفيذ الجهود المبذولة في هذا المجال.

## الاختصاصات
تشمل منظومة الأشخاص ذوي الإعاقة العديد من الأجهزة الخدمية والتنظيمية والرقابية، مما خلق الحاجة إلى وجود جهة مرجعية مختصة تعمل على تنسيق الجهود والأدوار بشكل يضمن كفاءة وفعالية عمل المنظومة بما يتسق مع حقوق واحتياجات الأشخاص ذوي الإعاقة والمعايير المحددة بهذا الصدد. ومن هذا المنطلق تم تحديد الاختصاصات التالية للهيئة:
1. وضع السياسات والاستراتيجيات، والبرامج، والخطط، والأدوات، التي تحقق الأهداف ذات الصلة بمشاريع الهيئة والتي منها تخصيص ما يتعلق بالأشخاص ذوي الإعاقة، وذلك وفق الإجراءات النظامية المتبعة، ومتابعة تنفيذها بعد إقرارها بالتنسيق مع الجهات المختصة.
2. تحديد ما يلزم من أدوار للأجهزة فيما يخص الأشخاص ذوي الإعاقة، والرفع عن ذلك وفق الإجراءات النظامية المتبعة، ومتابعة ذلك.
3. العمل على رفع مستوى خدمات ومتطلبات الأشخاص ذوي الإعاقة واحتياجاتهم من حيث التعليم والعلاج والتأهيل وتوفير فرص العمل وتيسير الوصول وتقديم التسهيلات اللازمة لهم للاستفادة من المرافق والخدمات العامة.[5]
4. وضع برامج لتحفيز القطاع الخاص والقطاع غير الربحي على الإسهام في تقديم الأعمال الخيرية للأشخاص ذوي الإعاقة.
5. العمل على تعزيز مكانة الأشخاص ذوي الإعاقة في المجتمع.
6. وضع معايير للأجهزة لمراعاة الأشخاص ذوي الإعاقة عند تقديمها لخدماتها، ويشمل ذلك على سبيل المثال لا الحصر خدمات وسائل النقل العام، ومواقف السيارات، ومواعيد تقديم هذه الخدمات، وكذلك سهولة تقديمها.
7. اقتراح وضع برنامج لتقديم دعم حكومي إلى الجمعيات والمؤسسات الأهلية التي تقدم خدمات في مجال رعاية الأشخاص ذوي الإعاقة.
8. اقتراح وضع برامج لتقديم الدعم للأشخاص ذوي الإعاقة لتمكينهم من البدء والاستمرار والتوسع في الأعمال المهنية أو التجارية.
9. تحديد مؤشرات جودة الخدمات وقياسها.
10. إعداد الدراسات والبحوث والإحصاءات والتقارير، ودعم تشجيع إجراء البحوث في مجالات الإعاقة.
11. تمثيل المملكة في المؤتمرات والملتقيات والندوات الإقليمية والدولية ذات الصلة بالإعاقة، وعقد الاتفاقيات مع الجهات المختصة الدولية للاستفادة من أفضل الممارسات والأنظمة والبحوث في هذا المجال، وذلك وفق الإجراءات النظامية المتبعة.

## أهداف أخرى
يلاحظ من الاختصاصات المذكورة بأن دور الهيئة يعنى بضمان وجود سياسات وخطط وبرامج وأدوات تضمن حقوق الأشخاص ذوي الإعاقة وتعمل على التحقق من توافر خدمات تناسب احتياجاتهم في جميع المجالات الصحية والتأهيلية والتعليمية والاجتماعية والتمكين الاقتصادي وإمكانية الوصول وغيرها، بالإضافة إلى إعداد التقارير، والاهتمام بالبحوث والدراسات في مجال الإعاقة بهدف حصر المعلومات والمعرفة المتعلقة بالأشخاص ذوي الإعاقة على مستوى المملكة مما يسهم في رفع مستوى الخدمات المقدمة، وتحديد معايير جودة تضمن مستوى خدمة يناسب الاحتياجات المطلوبة. كما وتهدف الهيئة أيضاً إلى تحديد أدوار جميع الأجهزة المعنية وتنسيق الجهود فيما بينها بهدف تجنب ازدواجية الأدوار وضمان وضوحها للمستفيدين.
تعنى الهيئة أيضاً بتشجيع التعاون مع الجهات الأخرى من خلال تحفيز القطاعات الثلاثة: العام والخاص والقطاع غير الربحي على المساهمة في مجال رعاية الأشخاص ذوي الإعاقة وتوفير آليات التمكين الاقتصادي لهم وللأشخاص ذوي الإعاقة، بالإضافة إلى عقد الاتفاقيات مع الجهات الأخرى المختصة لرفع مشاركة المملكة في مجال رعاية الأشخاص ذوي الإعاقة على الساحة الإقليمية والدولية، وتمثيل المملكة في المؤتمرات والملتقيات، والاستفادة من أفضل الممارسات والبحوث العالمية.
أطلقت الهيئة مبادرة اجتماعية سنوية، باسم السبت البنفسجي والتي تأتي بالسبت الأخير من شهر يوليو من كل عام.

## مجلس الإدارة
للهيئة مجلس إدارة برئاسة وزير العمل والتنمية الاجتماعية وعضوية كل من:
1. ممثل من وزارة الصحة (عضوًا).
2. ممثل من وزارة الموارد البشرية والتنمية الاجتماعية (عضواً).
3. ممثل من وزارة المالية (عضواً).
4. ممثل من وزارة الاقتصاد والتخطيط (عضواً).
5. ممثل من وزارة الشؤون البلدية والقروية والإسكان(عضواً).
6. ممثل من وزارة التعليم (عضواً).
7. اثنين من الأشخاص ذوي الإعاقة (عضوين).
8. اثنين من أولياء أمور الأشخاص ذوي الإعاقة (عضوين).

## روابط
- الموقع الإلكتروني: apd.gov.sa
- تويتر: https://twitter.com/apd_ksa?lang=ar
- يوتيوب: https://www.youtube.com/channel/UCadw8SC9nDuvP7rgXuzshIw
- إنستغرام: https://www.instagram.com/apd_ksa/
- لينكدإن: https://www.linkedin.com/in/apd-ksa-a1a456180/